# 연성자치론
연성자치론(聯省自治論)은 중화민국 초기에 북양정부 정치가들과 지방 군벌 실력자들이 제창한 정치개혁안이다.
1919년 양계초가 저서 『해방과 개조』에서 "연성자치"를 처음으로 제기했다. 양계초는 “하나. 구태의연한 의회정치는 중국에 바람직하지 않다고 확신하고 있기 때문에, 국민이 법적으로 자치권을 얻어야 한다. 둘, 국가조직을 전(全) 지방을 기초로 하여, 대외유지통일에 필요한 시점까지 중앙집권을 행한다. 셋, 지방자치를 확신하고, 자동적으로 각 성 및 각 현, 각 시의 주장에 근거한 법률제정을 하고, 국가는 이것을 승인해야 한다”고 주장했다.
대표적인 연성자치운동가로는 웅희령이 있다. 호남도독 담연개는 웅희령의 학설에 감화되어 그와 깊은 관계를 가졌다. 1920년 7월 22일 담연개가 “호남성 민족자치”를 내걸자 절강성의 노영상, 광동성의 진형명 등이 반응했다. 장병린은 10월 장사에 초대되어, 담연개의 자치를 독려하기 위해 직접책동을 벌였다. 담연개가 11월 2일 “일성자치”보다 진보한 “연성자치”를 제안했다. 장병린은 11월 9일 북경의 『익세보』에 「연성자치허치정부의」를 발표하며 지지를 표명했다. 1922년 1월 『호남성헌법』이 발표되자, 사천성・귀주성・양광・절강성・봉천성 등 지방군벌들의 호응을 받았다. 1922년 9월 후스도 “성자치에 근거한 연방통일국가”를 주장했고, 장동소・정세택・반력산 등이 연방제를 지지했다.
손문은 연성자치는 민주주의를 추진할 수 없다며 “현단위의 지방자치”를 주장하면서 연성자치에 반대했고, 연방제는 역효과라고 판단했다. 1922년 여름, 손문은 광동성 소관시에 북벌의 거점을 쌓고 연합군을 조직해 강서성을 공격, 중국의 행동을 통일하려 했다. 그러나 광동성의 진형명은 연성자치론자였기 때문에 “잠완군사(暫緩軍事) 선립성헌(先立省憲)”을 주장하여 반발, 치열한 충돌이 일어났다. 1922년 6월 16일, 진형명은 손문이 광주에 돌아간 틈에 관음산 총통부를 포격했다. 손문은 장개석, 진책 등의 호위를 받으며 영퐁함을 타고 상해로 도망갔다(영풍함 사건). 이후 1926년 장개석이 북벌을 발동하고 호남과 양광으로 진출하면서 연성자치론은 진압되었다.
21세기 들어 나타난 중국연방주의는 연성자치론의 사상에 그 발단이 있다.